# Archive Team

Logotipo do Archive Team

Archive Team é um grupo dedicado à preservação digital e arquivamento da web cofundado por Jason Scott em 2009.
Seu foco principal é a cópia e preservação de conteúdo armazenado por serviços online de risco. Alguns de seus projetos incluem a preservação parcial e completa de serviços como GeoCities, Yahoo! Video, Google Video, Friendster, FortuneCity, TwitPic, SoundCloud e o "Aaron Swartz Memorial JSTOR Liberator". O Archive Team também arquiva regularmente serviços de encurtamento de URL e wikis.
De acordo com Jason Scott, "o Archive Team surgiu da raiva e de um sentimento de impotência, esse sentimento de que estávamos deixando as empresas decidirem por nós o que iria sobreviver e o que iria morrer". Scott continua: "Não é nosso trabalho descobrir o que é valioso, descobrir o que é significativo. Trabalhamos com três virtudes: raiva, paranoia e cleptomania".

## Sistema Warrior/Tracker
O Archive Team é composto por uma comunidade informal de colaboradores e usuários independentes.[carece de fontes?] Seu processo de arquivamento faz uso de um "Warrior", um ambiente de máquina virtual. Indivíduos usam o Warrior em seus ambientes de área de trabalho para baixar conteúdo sem precisar de conhecimento técnico. As tarefas são distribuídas por um Tracker (rastreador) gerenciado centralmente que se comunica com o Warrior e lhes atribui itens. O tracker também monitora a atividade de upload do usuário e exibe uma tabela de classificação.

## Projetos
Existem vários projetos em andamento:
- Imgur: O serviço de hospedagem de imagens Imgur atualizou seus termos de serviço em 19 de abril de 2023. Essa atualização focou na remoção de conteúdo antigo, não utilizado e inativo que não estivesse vinculado a uma conta de usuário, além de conteúdo NSFW.[20]
- Blogger: Em maio de 2023, o Google anunciou que as contas inativas seriam excluídas a partir de 1.º de dezembro de 2023 em toda a sua plataforma, incluindo os blogs do Blogger.[21]
- Reddit: Banimento de comunidades que geram má reputação para a Reddit Inc. e restrição ao acesso às APIs e dados a partir de 19 de junho de 2023.[22]
- Invasão da Ucrânia pela Rússia: arquivamento de vários sites .ua após a invasão do governo russo.[23]
- Telegram: Arquivamento de mensagens públicas em diversos canais notáveis e/ou de interesse jornalístico no Telegram.[24]
- GitHub: Quando o GitHub foi adquirido pela Microsoft em 2018, muitos arquivistas e usuários temeram que a plataforma se tornasse mais restritiva. Esse projeto arquiva a interface do GitHub e o código de cada repositório.[25]
- MediaFire: Em 18 de dezembro de 2020, usuários relataram que começaram a receber e-mails do MediaFire informando que contas seriam classificadas como abandonadas caso não atendessem a determinados critérios a partir de janeiro.[26]
- Surto de Coronavírus: Documentação e preservação de dados, eventos e impactos da COVID-19 na sociedade.[27]
- YouTube: Salvamento de metadados, miniaturas, comentários e vídeos selecionados. Os vídeos e canais arquivados são limitados a: canais que podem ser excluídos devido à falência da empresa, falecimento do proprietário, banimento de determinado conteúdo pelo YouTube e canais relacionados a eventos mundiais e política.[28]
- WikiTeam: Salvamento de dumps XML de wikis.[29]
- UrlTeam: Arquivamento de encurtadores de URL.[30]
- URLs: arquivamento de URLs de várias fontes.[31]

Em 12 de dezembro de 2024, o maior projeto do Archive Team era o URLs, com mais de 10 petabytes arquivados.